# Oxyopes gujaratensis
Oxyopes gujaratensis là một loài nhện trong họ Oxyopidae.
Loài này thuộc chi Oxyopes. Oxyopes gujaratensis được Pawan U. Gajbe miêu tả năm 1999.